# Wassaic (stacja kolejowa)
Wassaic – stacja kolejowa w mieście Amenia w hrabstwie Dutchess w stanie Nowy Jork w Stanach Zjednoczonych. Znajduje się na północ od osady Wassaic. Jest końcową północną stacją linii Harlem Line, należącej do Metro-North Railroad.

## Historia
Kolej przybyła do Wassaic w połowie XIX, wraz z przedłużeniem należącej do New York & Harlem Railroad linii kolejowej z Westchester do Albany. W latach 70. XIX wieku linia została przejęta przez New York Central & Hudson River Railroad, później nazwanej New York Central Railroad. Linia ta stałą się drugorzędną w stosunku do Hudson Line, która również łączyła Nowy Jork z Albany, ale biegła wzdłuż rzeki Hudson.
W 1968 roku New York Central Railroad połączyła się z Pennsylvania Railroad tworząc nową firmę Penn Central. Ta wkrótce rozpoczęła cięcia i oszczędności. Najpierw zawieszono ruch pomiędzy Millerton i Chatham (w 1976), a następnie skrócono do Wassaic (1980). Wkrótce linię skrócono do Dover Plains.
Obecną stację Wassaic otwarto w roku 2000, w ramach pierwszej w historii rozbudowy sieci przewoźnika Metro-North Railroad, który w międzyczasie przejął Harlem Line.